# Formula Rossa
Formula Rossa est un parcours de montagnes russes lancées, sans inversion, construit par Intamin et situé à Ferrari World Abu Dhabi, aux Émirats arabes unis. Ouvert au public depuis le 4 novembre 2010, il a décroché le record mondial de vitesse sur des montagnes russes avec une vitesse de pointe de 240 km/h.

## Record mondial
Formula Rossa a été créé pour le parc Ferrari World Abu Dhabi dédié à la marque automobile dans l'idée de donner aux visiteurs les sensations qu'un pilote peut avoir lors d'une accélération à bord d'une Formule 1. L'attraction est équipée d'une rampe de lancement développant 20 800 ch et fonctionnant par un système de propulsion hydraulique similaire à celui utilisé sur les porte-avions. Cette technologie permet d'atteindre en 4,9 secondes la vitesse de 240 km/h, dépassant ainsi Kingda Ka de Six Flags Great Adventure qui possédait le record du monde de 206 km/h depuis mai 2005,.
Formula Rossa passe également devant les montagnes russes Ring°Racer qui devaient ouvrir en juillet 2009 et battre le précédent record du monde avec une vitesse de pointe de 217 km/h. À la suite de problèmes techniques, son ouverture a été repoussée à 2011.
Autre chiffre intéressant, le parcours est long de 2 070 mètres, le classant au 5e rang mondial,. En raison de la vitesse élevée et des tempêtes de poussière fréquentes à Abu Dhabi, les passagers sont tenus de porter des lunettes de protection.

## Le train

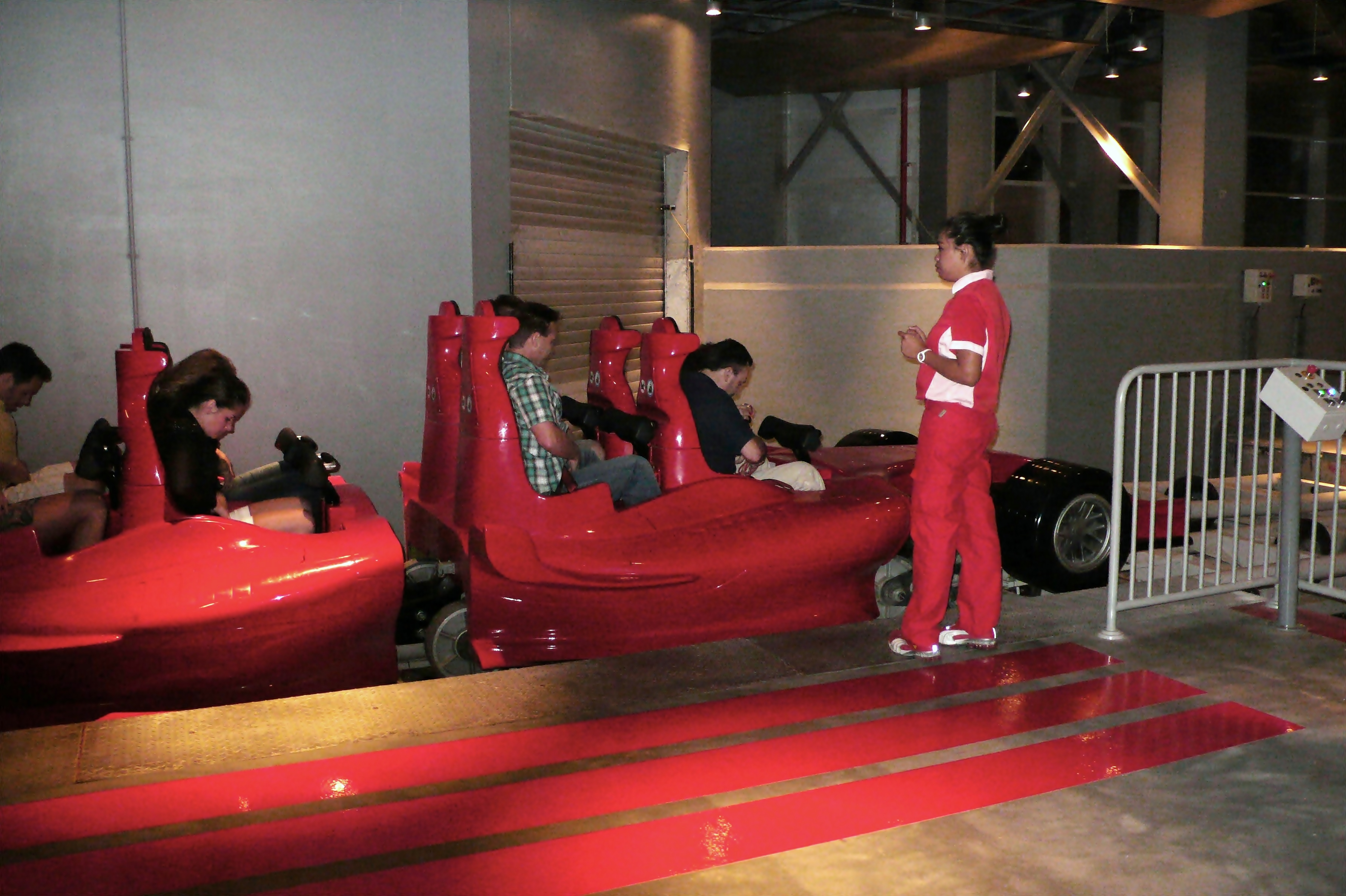
Train en gare.

Le train a été présenté à la presse en avant première lors du Grand Prix automobile d'Espagne, à Barcelone, le jeudi 6 mai 2010, en présence de Stefano Domenicali, Fernando Alonso et Felipe Massa,. Il a été conçu et dessiné spécialement pour correspondre au design d'une Formule 1 de l'écurie Ferrari et peut accueillir seize personnes par tour.

## Le parcours

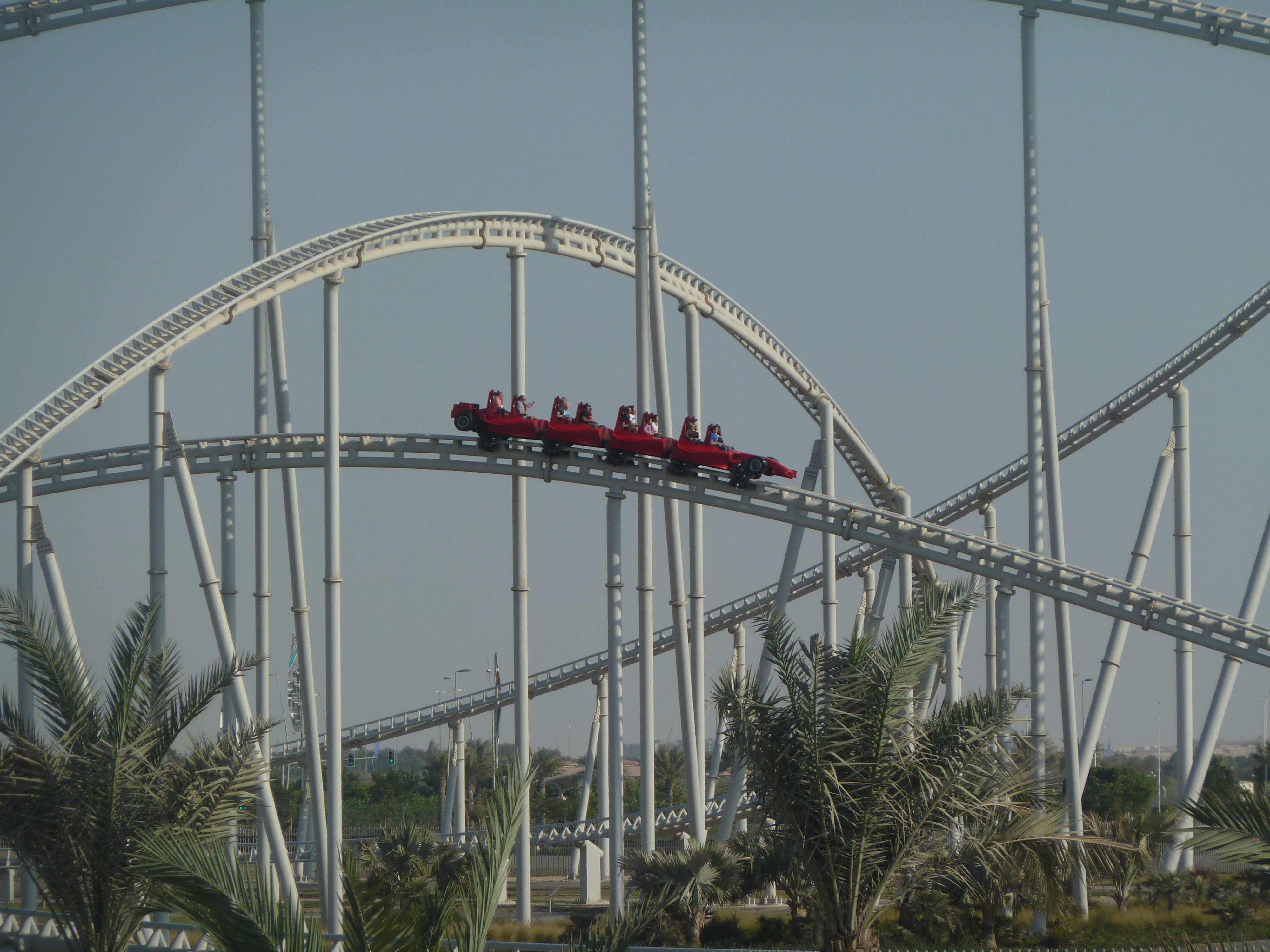
Train sur le parcours.

Le circuit, dessiné par Jack Rouse Associates, débute par une zone de lancement en ligne droite. Le train atteint sa vitesse de pointe et se retrouve sur la partie la plus haute des montagnes russes, à 52 mètres du sol. Le train est ensuite freiné au sommet de la bosse, pour ne pas provoquer un airtime trop violent. Le parcours enchaîne ensuite de grands virages larges en utilisant la force du premier lancement. Le parcours ne comporte aucune inversion (looping). L'attraction a été construite sur un terrain de plus de huit hectares.